# Ішмаков Вадим Олегович
Вадим Олегович Ішмаков (нар. 30 серпня 1979, Запоріжжя, УРСР) — український футболіст, захисник.

## Життєпис
Вихованець запорізького «Металурга». Дорослу футбольну кар'єру розпочав 1997 року в клубі «Даліс» (Камишеваха), який виступав в аматорському чемпіонаті України. Потім захищав кольори друголігові одеські клуби «СКА-Лотто» та «Динамо-СКА». У сезоні 1999/00 років грав у запорізьких «Торпедо» та «Вікторі», а також у сімферопольській «Таврії». Пізніше грав у «Титані» з Армянська. З 2003 року виступав у Білорусі за берестейське «Динамо».
У лютому 2009 року перейшов у «Кримтеплицю», підписав контракт на два роки. Наступний рік провів у складі «Титану». З 2011 по 2014 рік грав в аматоських клубах «Таврія» (Новотроїцьке) та «Мотор» (Запоріжжя). З серпня по листопад 2011 року зіграв 4 матчі в другій лізі українського чемпіонату за херсонський «Кристал». У 2015 році виїхав до Білорусі, де підсилив першолігові «Барановичі». У білоруській першості провів один матч, а в серпні того ж року залишив команду та закінчив футбольну кар'єру.